# Escudo de armas del Reino de Grecia

El Escudo de Armas del Reino de Grecia durante la dinastía Wittelsbach (1833-1862).

El Escudo de armas del Reino de Grecia fue el símbolo oficial del Estado griego durante el período de la monarquía (1832-1924 y 1935-1973).

## Descripción de las Armas de la dinastía Wittelsbach
El escudo de armas estaba basado en el del Reino de Baviera y consistía en un escudo que tenía el emblema nacional griego de una cruz blanca, surmontado por una corona real y sujeto por dos leones rampantes dorados. En el centro de la cruz, hay un pequeño escusón de plata y azur con el patrón característico de Baviera como símbolo de la Casa de Wittelsbach.
Este emblema fue usado durante el gobierno del rey Otón, desde 1832 hasta su exilio en 1862.

## Descripción de las Armas de la dinastía Glücksburg

La versión pequeña del escudo de armas del Reino de Grecia durante la dinastía Glücksburg (1863-1924 y 1935-1973).

Después de la caída de Otón, el joven príncipe Guillermo de Dinamarca fue escogido rey con el nombre de Jorge I, y el nuevo escudo de armas fue diseñado incluyendo el escudo de la Familia Real Danesa. La característica principal del escudo de armas continuó siendo el blasón con el emblema nacional griego de una cruz blanca sobre fondo azul. En el centro de la cruz se encuentra un escudo con las armas dinásticas de la familia Schleswig-Holstein-Sonderburg-Glücksburg. El escudo está timbrado por una corona y sujetado por dos figuras masculinas, que representan al legendario Hércules. La cinta y la medalla de la Orden del Redentor penden del escudo. El cintillo en la parte inferior tiene el lema de la dinastía: "Ισχύς μου η Αγάπη του Λαού" (“Mi Poder es el Amor del Pueblo”). 
Este emblema apareció en monedas del Reino y en documentos oficiales desde, por lo menos 1880 hasta 1973, excepto durante el período de la Segunda República Helénica (1924-1935), y continúa siendo usado por la antigua Familia Real Griega.

Emblema del gobierno griego durante la dinastía Glücksburg (1863-1973).

### Variantes
| Escudo de Armas | Fecha     | Descripción |
| --------------- | --------- | --- |
|                 | 1863–1924 | El escudo de armas bajo la Casa de Glücksburg, creado en 1863, usado en el reino hasta 1924, cuando el rey Jorge II fue exiliado. |
|                 | 1863–1973 | También creado en 1863, usado como una versión simplificada del principal escudo de armas real. Contiene la cruz celeste de Grecia, sin las armas de la dinastía Glücksburg.                                                                                                 |
|                 | 1936–1973 | Creado en 1936, después de la restauración de la monarquía, y usado hasta 1967, cuando el rey Constantino II fue exiliado, y nominalmente hasta 1973 cuando el Reino fue reemplazado por la "República Helénica". Las armas siguen siendo usadas por la Familia Real Griega. |

- Datos: Q5138567
- Multimedia: Flags of Greece / Q5138567